# Селвик, Эгил
Эгил Селвик (норв. Egil Selvik; род. 30 июля 1997, Саннес, Ругаланн) — норвежский футболист, вратарь клуба «Уотфорд» и сборной Норвегии.

## Карьера
Селвик начал свою футбольную карьеру в молодёжной команде «Ганддал», а в 2014 году перешёл в «Саннес Ульф». За основную команду дебютировал 9 мая 2017 года против клуба «Конгсвингер». 3 января 2018 года продлил свой контракт с клубом «Саннес Ульф» на два года. 5 января перешёл на правах аренды в клуб «Нест-Сотра» до конца сезона. 2 апреля дебютировал за «Нест-Сотра» в матче против «Осане». За время проведённое в аренде сыграл 32 матча, в которых пропустил 44 года.
В феврале 2019 года перешёл в клуб «Одд» подписав четырёхлетний контракт. В высшем дивизионе Норвегии дебютировал 22 ноября 2020 года в матче против клуба «Старт».
В январе 2021 года перешёл в клуб «Хёугесунн». За новую команду дебютировал 21 июля в матче против «Сандефьорд».

### Сборная
Селвик имеет опыт выступление в составе национальной сборной Норвегии до 19 лет. Дебютировал 13 февраля 2016 года в матче против сборной Польши до 19 лет.
Первый вызов в главную сборную страны Селвик получил в ноябре 2022 года. В июне 2023 года был вызван в сборную для участия в матчах квалификации Евро-2024 против сборной Шотландии и сборной Кипра. 7 сентября 2023 года дебютировал в составе сборной в товарищеском матче против сборной Иордании, заменив Орьяна Нюланна на 46-й минуте. Первый матч в стартовом составе сыграл 19 ноября против сборной Шотландии.

## Статистика

### Выступления за клубы
| Выступление      | Выступление      | Выступление      | Лига | Лига | Кубок | Кубок | Итого | Итого |
| Клуб             | Лига             | Сезон            | Игры | Голы | Игры  | Голы  | Игры  | Голы  |
| ---------------- | ---------------- | ---------------- | ---- | ---- | ----- | ----- | ----- | ----- |
| Саннес Ульф      | ОБОС-лига        | 2016             | 0    | 0    | —     | —     | 0     | 0     |
| Саннес Ульф      | ОБОС-лига        | 2017             | 3    | -6   | —     | —     | 3     | -6    |
| Саннес Ульф      | Итого            | Итого            | 3    | -6   | —     | —     | 3     | -6    |
| → Нест-Сотра     | ОБОС-лига        | 2018             | 30   | -39  | 2     | -5    | 32    | -44   |
| → Нест-Сотра     | Итого            | Итого            | 30   | -39  | 2     | -5    | 32    | -44   |
| Одд              | Элитсерия        | 2019             | —    | —    | 1     | -2    | 1     | -2    |
| Одд              | Итого            | Итого            | —    | —    | 1     | -2    | 1     | -2    |
| → Одд II         | Второй дивизион  | 2019             | 20   | -28  | —     | —     | 20    | -28   |
| → Одд II         | Второй дивизион  | 2020             | 10   | -14  | —     | —     | 10    | -14   |
| → Одд II         | Итого            | Итого            | 30   | -42  | —     | —     | 30    | -42   |
| Одд              | Элитсерия        | 2020             | 1    | -2   | —     | —     | 1     | -2    |
| Одд              | Итого            | Итого            | 1    | -2   | —     | —     | 1     | -2    |
| Хёугесунн        | Элитсерия        | 2021             | 29   | -44  | —     | —     | 29    | -44   |
| Хёугесунн        | Элитсерия        | 2022             | 30   | -46  | 1     | -3    | 31    | -49   |
| Хёугесунн        | Элитсерия        | 2023             | 14   | -21  | —     | —     | 14    | -21   |
| Хёугесунн        | Итого            | Итого            | 73   | -111 | 1     | -3    | 74    | -114  |
| Всего за карьеру | Всего за карьеру | Всего за карьеру | 137  | -200 | 4     | -10   | 141   | -210  |

### Матчи Селвика за сборную Норвегии
| Матчи Селвика за сборную Норвегии | Матчи Селвика за сборную Норвегии | Матчи Селвика за сборную Норвегии | Матчи Селвика за сборную Норвегии | Матчи Селвика за сборную Норвегии | Матчи Селвика за сборную Норвегии |
| --------------------------------- | --------------------------------- | --------------------------------- | --------------------------------- | --------------------------------- | --------------------------------- |
| №                                 | Дата                              | Соперник                          | Счёт                              | Пропущено голов                   | Соревнование                      |
| 1                                 | 7 сентября 2023                   | Иордания                          | 6:0                               | —                                 | Товарищеский матч                 |
| 2                                 | 19 ноября 2023                    | Шотландия                         | 3:3                               | 3                                 | Чемпионат Европы 2024 (отбор)     |

Итого: 2 матча / пропущено 3 гола; 1 победа, 1 ничья, 0 поражений.